# Carl Jacobsen
Pour les articles homonymes, voir Jacobsen.
Carl Jacobsen né le 2 mars 1842 et mort le 11 janvier 1914 est un entrepreneur, collectionneur d'art et mécène danois.

## Biographie
Carl Jacobsen est le fils du fondateur de la brasserie Carlsberg, Jacob Christian Jacobsen. Il a été membre du conseil d'administration de l'entreprise dès 1906.
Il a offert la statue de La Petite Sirène à la ville de Copenhague. Il a également permis la création de la Ny Carlsberg Glyptotek grâce à ses collections personnelles.
Amateur d'art, il a constitué au tournant du siècle une vaste collection d'antiquités et de peintures de son époque. Le musée de la fin du XIXe siècle regroupant ces œuvres présente, notamment un bel ensemble de toiles impressionnistes françaises et de maîtres danois.